# Hubert Giesen
Pour les articles homonymes, voir Giesen.
Hubert Giesen (Kornelimünster, 13 janvier 1898 – Leonberg, 11 février 1980) est un pianiste allemand.

## Biographie
Hubert Giesen est issu d'une vieille famille installée à Kornelimünster, un quartier d'Aix-la-Chapelle, dès le XVIIe siècle. Giesen étudie la musique au Conservatoire de Cologne et plus tard à la Musikhochschule de Stuttgart. Ses professeurs ont pour nom Fritz Busch, Lazzaro Uziello à Cologne, ainsi que Max von Pauer et Joseph Haas à Stuttgart. Dans son autobiographie, page 113, sont cités dans l'index Fritz et Adolf Busch.
Dans les années 1920, il est le partenaire du grand violoniste Adolf Busch lors de concerts à Rome, Amsterdam, Berlin et New York. Il voyage également pendant deux ans avec Yehudi Menuhin à travers l'Europe et l'Amérique. Hubert Giesen accompagne d'innombrables concerts de grands violonistes, tels Fritz Kreisler et Erika Morini et était alors le partenaire des chanteurs Leo Slezak, Julius Patzak, Sigrid Onégin, Erna Berger, Erna Sack et d'autres musiciens célèbres de son temps.
En 1943, il épouse la cantatrice Ellinor Junker-Giesen.
Lorsque Ferdinand Leitner devient maître de chapelle du théâtre de Nollendorfplatz à Berlin en 1943, Giesen rejoint deux chanteurs, Karl Schmitt-Walter et Walther Ludwig, à Stuttgart pour accompagner le lied. Ils poursuivent la tradition de l'interprétation du Lied allemand, avant que ne les remplace la génération suivante, avec Dietrich Fischer-Dieskau, Hermann Prey et Fritz Wunderlich, décédé prématurément. Il a également été l'accompagnateur d'Anneliese Rothenberger.
Après 1945, Hubert Giesen se spécialise dans l'accompagnement des récitals de lieder, notamment avec Ernst Haefliger, mais surtout avec le ténor Fritz Wunderlich. Giesen étant non seulement un accompagnateur sensible, mais aussi le mentor intellectuel et artistique de Wunderlich.
De 1943 à 1969, Giesen est professeur au conservatoire de Stuttgart. Parmi ses élèves, on note Werner Hollweg, Edgar Keenon, Gerolf Scheder et Thomas Pfeiffer.